# Catoctin Mountain Park Visitor Center
Le Catoctin Mountain Park Visitor Center est un office de tourisme américain dans le comté de Frederick, dans le Maryland. Situé au sein du Catoctin Mountain Park, il est géré par le National Park Service dans un bâtiment construit dans le style rustique du National Park Service par la Work Projects Administration en 1941. D'abord appelé Blue Blazes Contact Station, ce bâtiment ne prend son nom actuel qu'après avoir été substantiellement modifié et agrandi en 1965, dans le cadre de la Mission 66.